# Ogni cosa è illuminata (film)
Ogni cosa è illuminata (titolo originale: Everything Is Illuminated) è un film statunitense uscito nel 2005. Si tratta della trasposizione cinematografica dell'omonimo libro autobiografico di Jonathan Safran Foer, in cui racconta il suo viaggio (sia fisico che spirituale) sulle orme del nonno, costretto ad emigrare, dalla natia Ucraina, negli Stati Uniti.

## Trama
Il giovane Jonathan Safran Foer è un ebreo nato e vissuto negli Stati Uniti, di origine ucraina. Essendo un "collezionista di ricordi di famiglia", decide di fare un viaggio in Ucraina per trovare il piccolo e sperduto villaggio di Trochenbrod in cui aveva vissuto suo nonno prima di trasferirsi negli USA. Nel suo viaggio, Jonathan, si affida ad una guida locale che è nonno di Alex, coetaneo di Jonathan e che parla uno strano inglese. Nonno e nipote aiutano concretamente Jonathan nella sua ricerca attraversando i bellissimi paesaggi ucraini "on the road" a bordo di una Trabant, al punto che la ricerca di Jonathan si trasforma poco a poco in una ricerca intima di tutti e tre: anche la guida e il nipote sono alla ricerca del proprio passato; Alex ha quindi modo di scoprire che anche la popolazione slava ucraina era responsabile delle persecuzioni contro gli ebrei, ancora prima che vi arrivassero i tedeschi. 
I tre, alla fine, arrivano al capolinea e Jonathan scopre, grazie ad un'anziana signora che conosceva suo nonno, che il villaggio che sta cercando non esiste più da quando i nazisti ne hanno sterminato gli abitanti. Tutto ciò che rimane del luogo è tenuto religiosamente a casa di questa donna, poiché abitava anche lei a Trochenbrod, e, come lui, ha conservato il ricordo di ogni abitante di Trochenbrod. Jonathan scopre quindi che suo nonno aveva avuto una famiglia precedente in Ucraina e che si era salvato trasferendosi negli USA per cercare del denaro per sua moglie Augustina ed il bambino che ella aspettava, ma quando tornò a visitarli in Ucraina li trovò uccisi dai nazisti, insieme a tutti gli altri abitanti di Trochenbrod. Per questo il nonno di Alex si suicida tagliandosi le vene, dopo aver raccontato di essere anch'egli un ebreo fortunosamente sopravvissuto alla strage.
A questo punto Jonathan torna negli Stati Uniti con il suo bagaglio di nuove esperienze e con il dono dell'anziana donna di Trochenbrod: una scatola di ricordi chiamata "casomai".
L'ultima scena vede Jonathan spargere della terra, presa dal villaggio Trachimbrod, sulla tomba del nonno mentre, in Ucraina, Alex compie lo stesso gesto sulla tomba del nonno che si è suicidato.

## Curiosità
- Quando Jonathan Foer/Elijah Wood arriva alla stazione dei treni, la banda che l'accoglie sono i Gogol Bordello, il gruppo in cui canta Eugene Hütz/Alex.
- L'autore del libro, il vero Jonathan Safran Foer, appare in un cameo: è l'addetto che soffia via il fogliame del cimitero, all'inizio del film.
- La  copertina del disco “Kepler” di Gemitaiz e Madman prende ispirazione dal film rispecchiando l’angolo dei ricordi di Jonathan.